# ヘレン&ダグラスハウス

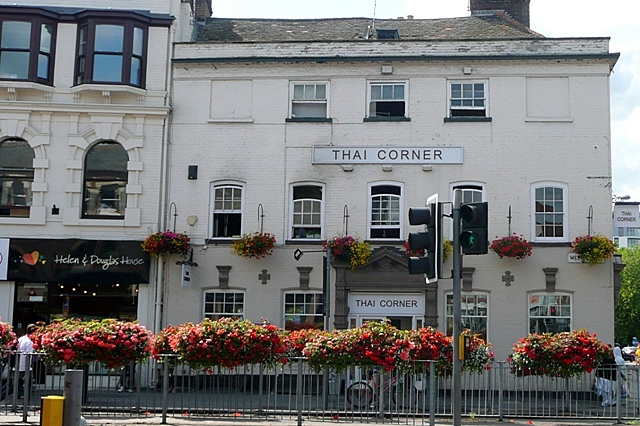
左手の店は、ヘレン&ダグラスハウスのチャリティーショップで、レディングの West Streetと Friar Streetの角にあるタイ・コーナーレストランの隣りにある。

ヘレン&ダグラスハウス(Helen & Douglas House Hospice for Children and Young Adults)は、イギリス、オックスフォードに本拠を置く登録ホスピス慈善団体 (no. 1085951)で、限られた命を生きる子どもとその家族に、緩和ケア、レスパイトケア(休息ケア)、終末期、および死別のケアを提供している。 

## 歴史
ヘレン&ダグラスハウスは、世界初のこどもホスピスで、1982年にオールセインツ(Society of All Saints Sisters of the Poor)の修道女フランシス・ドミニカによってオールセインツ修道院の隣に設立され、生命の危険に苦しむ子供を持つ家族に休息ケアを提供している。ヘレン&ダグラスハウスは2004年に設立され、若年成人向けに特別に建てられた世界初のホスピスである。コーンウォール公爵夫人(現カミラ (イギリス王妃))がこの慈善事業の後援者である 。チャリティーは、2007年と2009年の2つのBBCドキュメンタリーシリーズで取り上げられた。

## サービス
ホスピスは、子供たちに専門的な緩和ケアと休息ケアを提供するだけでなく、終末期ケアと死別ケアも提供している。
ケアは、医師、看護師、介護者、セラピストのチームによって提供され、主に公共からの寄付によって支えられており、公共部門からの年間予算500万ポンドの約15％にすぎない。
ホスピスは2018年6月に、資金不足のため、若年成人向けのヘレン&ダグラスハウスのケアサービスを直ちに中止すると発表した。